# Lijst van voetbalinterlands Liechtenstein - Rusland
Deze lijst van voetbalinterlands is een overzicht van alle officiële voetbalwedstrijden tussen de nationale teams van Liechtenstein en Rusland. De landen hebben tot op heden zes keer tegen elkaar gespeeld. De eerste ontmoeting, een kwalificatiewedstrijd voor het Wereldkampioenschap voetbal 2006, was in Vaduz op 26 maart 2005. Het laatste duel, een kwalificatiewedstrijd voor het Europees kampioenschap voetbal 2016, vond plaats 8 september 2015 in Vaduz.

## Wedstrijden
| № | Plaats          | Datum            | Competitie           | Wedstrijd               | Uitslag |
| - | --------------- | ---------------- | -------------------- | ----------------------- | ------- |
| 1 | Vaduz           | 26 maart 2005    | WK 2006 kwalificatie | Liechtenstein − Rusland | 1 − 2   |
| 2 | Moskou          | 3 september 2005 | WK 2006 kwalificatie | Rusland − Liechtenstein | 2 − 0   |
| 3 | Vaduz           | 1 april 2009     | WK 2010 kwalificatie | Liechtenstein − Rusland | 0 − 1   |
| 4 | Sint-Petersburg | 5 september 2009 | WK 2010 kwalificatie | Rusland − Liechtenstein | 3 − 0   |
| 5 | Chimki          | 8 september 2014 | EK 2016 kwalificatie | Rusland − Liechtenstein | 4 − 0   |
| 6 | Vaduz           | 8 september 2015 | EK 2016 kwalificatie | Liechtenstein − Rusland | 0 − 7   |

## Samenvatting
| Competitie      | Totaal gespeeld | Winst Liechtenstein | Gelijk | Winst Rusland | Doelsaldo Liechtenstein – Rusland |
| --------------- | --------------- | ------------------- | ------ | ------------- | --------------------------------- |
| WK-kwalificatie | 4               | 0                   | 0      | 4             | 1 − 8                             |
| EK-kwalificatie | 2               | 0                   | 0      | 2             | 0 − 11                            |
| Totaal          | 6               | 0                   | 0      | 6             | 1 − 19                            |

## Details

### Vijfde ontmoeting
| EK 2016 kwalificatie (Chimki, Rusland, 8 september 2014): |              | |
| Rusland | 4 – 0        | Liechtenstein |
| Martin Büchel 4' (e.d.) Franz Burgmeier 50' (e.d.) Dmitri Kombarov 54' (pen.) Artjom Dzjoeba 65' | goals        | |
| Fabio Capello | bondscoach   | René Pauritsch |
| Igor Akinfejev 72' Vasili Berezoetski Sergej Ignasjevitsj Igor Smolnikov Dmitri Kombarov Aleksandr Samedov Denis Gloesjakov Alan Dzagojev 64' Aleksandr Kerzjakov 46' Aleksandr Kokorin Denis Tsjerysjev | opstellingen | Peter Jehle Franz Burgmeier 64' Andreas Christen 87' Ivan Quintans Martin Büchel 73' Michele Polverino Nicolas Hasler Sandro Wieser Seyhan Yildiz Dennis Salanovic Mario Frick |
| Artjom Dzjoeba 46' Magomed Ozdojev 64' Joeri Lodygin 72' Artem Rebrov Andrej Semjonov Sergej Parsjivljoek Oleg Sjatov Aleksey Ionov Viktor Fajzoelin Dmitry Poloz Maksim Kanoennikov                     | wissels      | 64' Daniel Brändle 73' Robin Gubser 87' Sandro Wolfinger Benjamin Büchel Burak Eris Philippe Erne Simon Kühne                                                                  |
| | gele kaarten | 19' Sandro Wieser 27' Mario Frick |

LFV · A-internationals · Bondscoaches · Statistieken · Liechtensteins vrouwenelftal · Liechtenstein U21 · Liechtenstein U19 · Liechtenstein U18 · Liechtenstein U17 · Liechtenstein U16
1980 – 1989 ·
1990 – 1999 ·
2000 – 2009 ·
2010 – 2019 ·
2020 − 2029
1981 · 
1982 · 
1983 · 
1984 · 
1985 · 
1986 · 
1987 · 
1988 · 
1989 · 
1990 · 
1991 · 
1992 · 
1993 · 
1994 · 
1995 · 
1996 · 
1997 · 
1998 · 
1999 · 
2000 · 
2001 · 
2002 · 
2003 · 
2004 · 
2005 · 
2006 · 
2007 · 
2008 · 
2009 · 
2010 · 
2011 · 
2012 ·
2013 ·
2014 ·
2015 ·
2016 ·
2017 ·
2018 ·
2019 ·
2020 ·
2021 ·
2022 ·
2023 ·
2024
Albanië ·
Andorra ·
Armenië ·
Australië ·
Azerbeidzjan ·
België ·
Bosnië en Herzegovina ·
China ·
Denemarken ·
Duitsland ·
Engeland ·
Estland ·
Faeröer ·
Finland ·
Georgië ·
Gibraltar ·
Griekenland ·
Hongarije ·
Hongkong ·
Ierland ·
IJsland ·
Indonesië ·
Israël ·
Italië · 
Kaapverdië ·
Kazachstan ·
Kroatië ·
Letland ·
Litouwen ·
Luxemburg ·
Malta ·
Moldavië ·
Montenegro ·
Nederland ·
Noord-Ierland ·
Noord-Macedonië ·
Oostenrijk ·
Polen ·
Portugal ·
Qatar ·
Roemenië ·
Rusland ·
San Marino ·
Saoedi-Arabië ·
Schotland ·
Slowakije ·
Spanje ·
Thailand ·
Togo ·
Tsjechië ·
Turkije ·
Verenigde Staten ·
Wales ·
Wit-Rusland ·
Zweden ·
Zwitserland
RFS · A-internationals · Bondscoaches · Selecties · Statistieken · Russisch vrouwenelftal · Rusland U21 · Rusland U20 · Rusland U19 · Rusland U18 · Rusland U17 · Rusland U16
1912 – 1914 · 
1992 – 1999 · 
2000 – 2009 · 
2010 – 2019 ·
2020 − 2029
EK 1992** · 
EK 1996 · 
EK 2004 · 
EK 2008 · 
EK 2012 · 
EK 2016 · 
EK 2020
WK 1994 · 
WK 1998 · 
WK 2002 · 
WK 2006 · 
WK 2010 · 
WK 2014 · 
WK 2018
OS 1912
1912 · 
1913 · 
1914 · 
1915–1991 · 
1992 · 
1993 · 
1994 · 
1995 · 
1996 · 
1997 · 
1998 · 
1999 · 
2000 · 
2001 · 
2002 · 
2003 · 
2004 · 
2005 · 
2006 · 
2007 · 
2008 · 
2009 · 
2010 · 
2011 · 
2012 · 
2013 · 
2014 · 
2015 · 
2016 · 
2017 · 
2018 ·
2019 ·
2020 ·
2021 ·
2022 ·
2023 ·
2024 ·
2025
Albanië ·
Algerije ·
Andorra · 
Argentinië ·
Armenië · 
Azerbeidzjan · 
België ·
Bolivia · 
Brazilië ·
Brunei ·
Bulgarije · 
Chili ·
Costa Rica ·
Cuba ·
Cyprus · 
Denemarken · 
Duitsland · 
Egypte ·
Engeland ·
El Salvador ·
Estland · 
Faeröer · 
 Finland · 
Frankrijk · 
Georgië · 
Ghana ·
Grenada ·
Griekenland · 
Hongarije ·
Ierland ·
IJsland ·
Irak ·
Iran ·
Israël · 
Italië ·
Ivoorkust ·
Japan ·
Joegoslavië ·
Kameroen ·
Kazachstan ·
Kenia ·
Kirgizië ·
Kroatië · 
Letland · 
Liechtenstein · 
Litouwen · 
Luxemburg ·  
Malta ·
Marokko · 
Mexico · 
Moldavië · 
Montenegro · 
Nederland · 
Nieuw-Zeeland ·
Noord-Ierland · 
Noord-Macedonië ·
Noorwegen · 
Oekraïne · 
Oezbekistan ·
Oostenrijk · 
Polen ·
Portugal ·
Qatar · 
Roemenië · 
San Marino · 
Saoedi-Arabië · 
Schotland · 
Servië · 
Slovenië · 
Slowakije · 
Spanje · 
Syrië ·
Tadzjikistan ·
Tsjechië · 
Tunesië ·
Turkije ·
Uruguay · 
Verenigde Arabische Emiraten · 
Verenigde Staten ·
Vietnam  ·
Wales · 
Wit-Rusland ·
Zambia · 
Zuid-Korea · 
Zweden · 
Zwitserland
Algerije (2014) · 
België (2014) · 
België (2021) · 
Denemarken (2021) ·
Egypte (2018) ·
Engeland (2016) ·
Finland (2021) ·
Griekenland (2008) ·
Griekenland (2012) ·
Kroatië (2018) ·
Nederland (2008) ·
Polen (2012) ·
Saoedi-Arabië (2018) ·
Slowakije (2016) ·
Spanje (2008, groepsfase) ·
Spanje (2008, halve finale) ·
Spanje (2018) ·
Tsjechië (2012) ·
Uruguay (2018) ·
Wales (2016) ·
Zuid-Korea (2014) ·
Zweden (2008)
** = Onder de naam Gemenebest van Onafhankelijke Staten